# Sephiroth (personaggio)
Sephiroth (セフィロス?, Sefirosu) è un personaggio immaginario, antagonista principale di Final Fantasy VII e uno dei più popolari personaggi della saga di Final Fantasy.

## Storia
È una vittima degli esperimenti della ShinRa: nasce come risultato di una serie di esperimenti di Hojo, alla ricerca del guerriero perfetto grazie alle cellule di un mostro venuto dallo spazio, Jenova, seppellito in un tempio lontano nell'interno del pianeta dagli Antichi. Hojo inietta le cellule di Jenova a Sephiroth mentre si trova ancora nel grembo materno della scienziata Lucrecia Crescent, sua moglie (sebbene molti fan ipotizzino che il padre naturale di Sephiroth sia Vincent Valentine, personaggio del party di Final Fantasy e protagonista dello spin-off Dirge of Cerberus e non Hojo, la conferma della paternità da parte dello scienziato è data in un'intervista allo stesso Nomura e ai creatori di Dirge of Cerberus, dove viene esplicitamente dichiarato che Sephiroth è figlio di Lucrecia e Hojo). L'esperimento viene condotto con l'ausilio del professor Faremis Gast, il quale successivamente decide di tirarsi indietro.
Senza sospettare mai la verità sulla sua origine, diviene un eccellente soldato al servizio della ShinRa. Sette anni prima degli avvenimenti narrati in Final Fantasy, durante un'ispezione a un reattore mako a Nibelheim egli scopre una stanza segreta all'interno della "Tenuta ShinRa" dove Hojo conduceva le sue ricerche e dai suoi appunti comprende la sua vera origine. Il trauma conseguente alla scoperta e il naturale mutare dei suoi sentimenti diventano il motore della trama del capitolo originale della serie.
Impazzisce distruggendo la città e dirigendosi nel Reattore Mako denominato "Reattore di Jenova", perché appunto è lì che è conservato il corpo dell'alieno, che Sephiroth chiama madre. Zack e Cloud, per fermarlo, lo inseguono scalando i Monti Nibel e raggiungendo il reattore; al suo interno, trovano Tifa, amica d'infanzia di Cloud, ferita dopo aver tentato di attaccare Sephiroth, che aveva ucciso suo padre nella furia del momento: Zack allora si avvia verso Sephiroth per affrontarlo. Prima dello scontro, questi rivelerà che vuole distruggere l'intera razza umana per il danno che ha arrecato al pianeta, che ritiene debba appartenere di diritto a sua madre (Jenova), ritenendosi il "prescelto", ovvero colui che dovrà farsi carico di tale compito. Riesce quindi a ferire Zack e poi si scontra con Cloud che lo sconfigge facendolo sprofondare nelle profondità del reattore (in alcune versioni della storia, vale a dire quelle descritte in Last Order: Final Fantasy VII e Final Fantasy VII: Before Crisis, Sephiroth si getta volontariamente nell'abisso). Le radiazioni Mako presenti nella zona gli conferiscono poteri straordinari, al di sopra di quelli che già possedeva, ma trasformano il suo corpo in modo irreversibile (gli mancherà tutta la parte al di sotto della vita).
Sephiroth viene dichiarato morto, ma ritorna dopo 5 anni a Midgar, dove uccide il Presidente Shinra conficcandogli la sua spada in corpo. Il gruppo da lì in poi lo incontrerà spesso in vari luoghi, primo fra tutti una nave da cargo che conduce a Costa del Sol. Compare di nuovo nel santuario degli Antichi, dove tenterà di prendere la Materia Nera per invocare la magia Meteor, fallendo.
Un personaggio del gruppo, Aerith, decide poi di andare da sola nella capitale dimenticata per invocare Holy (Sancta) e fermare così Sephiroth, ma viene uccisa da quest'ultimo prima che possa riuscirci del tutto. Lì, Sephiroth rivela di voler assorbire l'energia del pianeta per poter diventare un dio e comandare così il pianeta al fianco della madre, che ritiene ancora la legittima padrona di esso (a prescindere dalla realizzazione ultima che ella non è affatto una Cetra, come Sephiroth credeva inizialmente, ma una creatura dalle origini sconosciute). Per fare ciò, deve richiamare Meteor e aprire uno squarcio nella superficie del pianeta, che in tal mondo rilascerà il Lifestream, il quale una volta assorbito potrà renderlo una divinità.
Decide poi di indire la Riunione (Reunion), ovvero radunare tutte le persone che hanno dentro di sé le cellule di Jenova, per far sì che Jenova stessa torni alla sua forma completa. Quando il gruppo lo raggiunge, Sephiroth, dopo aver manipolato Cloud, riesce finalmente a ottenere la Materia Nera e a invocare Meteor. Si dirigerà poi al cratere settentrionale, dove si trova un baratro che, se percorso fino in fondo, conduce in prossimità del nucleo del pianeta (il baratro fu causato da Jenova quando precipitò sul pianeta in tempi remoti); si verrà poi a scoprire che il vero Sephiroth si è sempre trovato lì, col corpo mozzato e ibernato, creando numerosi cloni di se stesso manipolando le cellule di Jenova. Era giunto lì dopo gli eventi di Nibelheim, tramite il flusso del Lifestream: essendo il fondo del cratere il posto più vicino al nucleo del pianeta, era il posto migliore dove poterne assorbire l'energia.
Il gruppo lo insegue ancora una volta nel tentativo di fare strada al rilascio di Holy, impedito dalla presenza di Sephiroth. In prossimità del nucleo, dopo la sconfitta di Jenova, troveranno Sephiroth nelle sue reincarnazioni Bizarro Sephiroth (リバース・セフィロス?, Ribāsu Sefirosu, Rebirth Sephiroth) e Seraph Sephiroth (セーファ・セフィロス?, Sēfa Sefirosu, Sepher Sephiroth). Entrambe vengono sconfitte dal gruppo, ma Sephiroth apparirà di nuovo nell'ultima battaglia del gioco come entità spirituale nel Lifestream.

## One-Winged Angel
One-Winged Angel è il tema musicale suonato nella battaglia decisiva di Final Fantasy VII: lo scontro con Sephiroth. È uno dei temi musicali più conosciuti nel fandom di Final Fantasy, e trae il testo dai Carmina Burana.
Di tale tema ne sono stati fatti una moltitudine di remix:
- In Kingdom Hearts e Kingdom Hearts II, il tema è stato remixato per entrambi gli scontri con il personaggio.
- In Advent Children ne è stato fatto un remix metal, ed è stato cambiato anche il testo.
- In Ehrgeiz, durante lo scontro con Sephiroth in modalità Arcade.
- Shirou Hamaguchi ne ha fatto vari riarrangiamenti, alcuni dei quali presenti nei suoi album Final Fantasy VII Reunion Tracks e Piano Collections: Final Fantasy VII.
- Nei remake Final Fantasy VII, Remake ed in Final Fantasy VII, Rebirth.

## Significato del nome
La natura di Sephiroth è ben esplicata dal suo nome che è la traslitterazione inglese del termine ebraico «sefirot» (ספירות), cioè "numeri" (e Sephiroth è infatti parte di una serie di cloni che nel gioco compaiono ognuno con un numero diverso dagli altri). Nella cabala, peraltro, il termine indica i recipienti che contenevano e filtravano alle origini la luce di dio: Sephiroth, per analogia, conserva in sé il potere di Jenova il cui nome rimanda a quello del dio ebraico.

## Accoglienza
Sephiroth è uno dei cattivi videoludici più popolari e conosciuti. Tale popolarità gli è valsa il primo posto nella classifica dei 10 migliori boss dei videogiochi, stilata da Electronic Gaming Monthly, una vittoria sulla "GameFAQs character battle of villains" e una nomina da parte dello show televisivo Filter come "Miglior Nemico di Final Fantasy" e "Miglior Cattivo".
Tuttavia, il personaggio ha ricevuto anche numerose critiche negative da parte di vari siti web e riviste. GamesRadar dichiara che «paragonato a Kefka Palazzo, Sephiroth non è più interessante». 1UP.com afferma che alcune scene e apparizioni del personaggio in Final Fantasy VII erano involontariamente "comiche", e «non potevano essere prese sul serio». In seguito lo stesso sito definì il suo celebre tema musicale, One-Winged Angel, un brano sopravvalutato e «utilizzato da Square in maniera davvero esagerata». GameSpy, invece, lo nomina «il re dei personaggi sopravvalutati», sostenendo che i giocatori erano rimasti colpiti soltanto dal suo aspetto fisico e dalla morte di Aerith. Nonostante questi giudizi, Sephiroth non solo ha un grande sviluppo ed un avvincente ruolo in Final Fantasy VII, ma viene spesso ricordato come uno dei migliori cattivi della serie.
La rivista Play Generation lo classificò come il quinto boss più epocale dei videogiochi usciti su PlayStation 2 tenendo conto della sua apparizione in Kingdom Hearts.

## Altre apparizioni
Sephiroth ha fatto numerose apparizioni al di fuori di Final Fantasy VII, soprattutto grazie alla sua popolarità.

### Compilation of Final Fantasy VII
Nel primo capitolo della Compilation, Advent Children, Sephiroth fa una breve, ma fondamentale comparsa. L'antagonista della storia Kadaj, dopo aver recuperato la testa di Jenova, s'inietta le cellule di essa all'interno del suo corpo. Da questa fusione prende forma Sephiroth, che rivela subito le sue intenzioni: vuole assorbire l'energia dell'intero Pianeta, e usare quest'ultimo come 'vascello' per navigare il cosmo, con l'obiettivo ultimo di trovare un nuovo suolo planetario sul quale "costruire un brillante futuro". Dopodiché inizia a combattere con Cloud, uscendone però sconfitto da un nuovo Limit Break di quest'ultimo. Durante la battaglia, viene suonato un remix metal di One-Winged Angel.
Compare poi anche in Before Crisis, antecedente agli eventi di Final Fantasy VII, nel suo ruolo di ufficiale d'élite dei SOLDIER.
Nel quarto capitolo della Compilation, Dirge of Cerberus, Sephiroth compare solo sotto forma di flashback.
In Crisis Core, capitolo che narra le vicende antecedenti a quelle del gioco originale, si assiste alla "caduta" di Sephiroth: dal più forte SOLDIER mai esistito, fino ai tragici eventi di Nibelheim. Infine appare anche in Last Order, che narra di nuovo gli eventi di Nibelheim e la fuga di Zack.

### Kingdom Hearts
Sephiroth compare anche nel gioco Kingdom Hearts come boss opzionale, è il campione contro cui scontrarsi nella coppa platino, oltre a essere il boss più forte del gioco.
Nella versione Final Mix, sconfiggendo Sephiroth si otterrà un nuovo keyblade chiamato One-Winged Angel, dal titolo del tema musicale del personaggio, e un filmato extra in cui si vedrà Sephiroth affrontare Cloud.
Fa la sua comparsa anche in Kingdom Hearts 2 come antagonista di Cloud, definendosi "la parte oscura" del suo cuore. Anche qui è un boss opzionale e battendolo si ottiene in premio il keyblade Fenrir (dal nome della moto di Cloud in Advent Children: Final Fantasy VII).

### Ehrgeiz
Sephiroth qui fa la sua comparsa come uno dei personaggi immediatamente selezionabili di Final Fantasy VII. È l'unico dei personaggi ad avere un filmato finale e due posizioni di combattimento con l'arma: uno a spada semi-estratta, l'altro in posizione kendō. Durante lo scontro con di lui in modalità Arcade, verrà suonato un nuovo arrangiamento di One-Winged Angel.

### Itadaki Street
Nei videogiochi Dragon Quest & Final Fantasy in Itadaki Street Special e Portable, usciti esclusivamente in Giappone, Sephiroth compare accanto ad altri personaggi di Final Fantasy e di Dragon Quest come personaggio giocabile.

### Dissidia Final Fantasy
Sephiroth appare anche nel gioco Dissidia Final Fantasy come boss di varie storie e come personaggio giocabile, e nel prequel del picchiaduro, Dissidia 012 Final Fantasy.

### Super Smash Bros. Ultimate
Ai Game Awards 2020 un video di Nintendo ha annunciato l'aggiunta di Sephiroth ai personaggi giocabili in Super Smash Bros. Ultimate.